# Spandau Ballet
Gli Spandau Ballet (IPA: /ˈspændaʊ ˈbæl.eɪ/) sono stati un gruppo musicale britannico attivo, a più riprese, tra il 1979 e il 2019 e che conobbe il suo periodo di maggiore successo negli anni ottanta del XX secolo con l'esplosione dei generi new wave e new romantic.
La formazione, rimasta immodificata fino al 2017, era costituita dai fratelli Gary (chitarrista, tastierista e compositore di quasi tutti i brani del gruppo) e Martin Kemp (bassista) Steve Norman (sassofono e talora percussioni) John Keeble (batteria) e Tony Hadley (voce e front-man del gruppo).
A tali elementi si aggiungeva il tastierista Toby Chapman, turnista in quasi tutti i lavori del gruppo, ma mai accreditato come membro ufficiale dello stesso.
Inizialmente ispirato da un misto di funk e synth pop, il gruppo virò sul new romantic maturando alfine uno stile molto elegante e raffinato, principalmente pop, con venature leggermente rock a tratti, e spiccatamente soul nelle melodie vocali e nell'uso del sassofono.

## Storia

### La formazione definitiva e i primi successi
La storia del gruppo inizia nel 1976 (i primi anni si chiamavano «The Cut») con Gary Kemp (cantante/compositore) e Steve Norman (chitarra, in seguito sassofono e percussioni). Gary e Steve frequentavano entrambi la Dame Alice Owen's School, a Islington (che successivamente fu spostata a Potters Bar), ed erano amici intimi. Condividevano l'amore per la musica e il comune desiderio di formare una band. Poi arrivò John Keeble. John e Steve si incontrarono quando entrambi scoprirono la batteria elettronica nell'aula di musica scolastica, vedendosi regolarmente durante la pausa pranzo per fare pratica. Dopo John, entrò nel gruppo il bassista Michael Ellison. Poi, fu il turno del cantante solista Tony Hadley, che un giorno avvicinò Steve Norman nell'aula comune della sesta classe.
Dopo alcuni mesi, Michael Ellison fu sostituito da Richard Miller al basso, prima che il ruolo fosse definitivamente rilevato da Martin Kemp, che si unì al resto del gruppo un paio di anni dopo. Da questo momento in poi, la formazione rimarrà sempre la stessa, fino allo scioglimento nel 1989. All'epoca dell'ingresso di Martin Kemp, fratello minore di Gary, il gruppo aveva già eseguito un gran numero di concerti e acquistato esperienza, che alla fine si sarebbe rivelata utile. Steve Norman e Gary Kemp, a questo punto, chiesero a Steve Dagger, un amico di tutta la band, di far loro da manager; da allora, Dagger sarebbe diventato una parte integrante del successo del gruppo.
La band cambiò dapprima il nome in «The Makers», ma poi lo modificò nuovamente, dopo la visita dell'amico Robert Elms, DJ per l'emittente radiofonica BBC London 94.9, a Spandau, un quartiere di Berlino, dove fu ispirato dai graffiti che vide nei bagni di una discoteca locale. 
Il gruppo iniziò a suonare attorno a Londra, ricevendo riscontri positivi. Prima di allora, il genere da loro prediletto era il Rhythm & Blues, in uno stile molto simile a quello dei primi Rolling Stones o The Kinks; in seguito, divenne più elettronico, mentre cominciavano a essere presenze fisse in locali quali il Billys, un club che poi traslocò a Covent Garden nel nightclub Blitz (dove è ambientato parte del recente musical di Boy George, Taboo), in cui ascoltavano suonare gruppi come i Kraftwerk e i Telex. Il Blitz viene considerato il luogo di nascita di un nuovo genere musicale e nuovo fenomeno della moda anni ottanta, cosiddetto New romanticism.
A questo punto, la band fu al centro di un contenzioso tra le case discografiche che cercavano di accaparrarseli. Alla fine, il quintetto firmò con la Chrysalis Records, pubblicando il primo singolo To Cut a Long Story Short, prodotto dal musicista elettronico innovatore Richard James Burgess. Pubblicata appena dieci giorni dopo l'uscita del gruppo dallo studio di registrazione per far fronte alle numerosissime richieste generate dalla pubblicità che la band si era fatta da sé con i suoi concerti, To Cut a Long Story Short fu un successo immediato nel Regno Unito, dove raggiunse il Top 5 nel 1980. Fu seguita da altre hits, quali The Freeze, Musclebound e il primo album di studio, Journeys to Glory (febbraio 1981), il quale, accolto più che positivamente (divenne Disco d'oro), servì a definire un nuovo genere musicale.
Il sound di Journeys to Glory servì infatti a definire le sonorità del nascente movimento New Romantic, caratterizzato da testi cantilenati, ritmi ballabili, il tipico suono della batteria elettronica noto come «snare drum», la mancanza di assoli di chitarra e parti di chitarra ritmica molto elaborate. Il secondo album Diamond (marzo 1982), anche questo prodotto da Richard James Burgess, e certificato Disco d'oro dalla BPI, conteneva l'influente singolo di orientamento musicale funky intitolato Chant No. 1. La band fece remixare a Burgess ogni singolo di entrambi gli album, da includere sul lato B di ciascun 45 giri e sui relativi maxi singoli. Questi mix, in séguito, furono raccolti tutti insieme in un'unica compilation. Comunque, i tempi stavano già cambiando, e nuovi gruppi sarebbero saliti alla ribalta (soprattutto i Dollar e Bucks Fizz), e le classifiche britanniche stavano prendendo le distanze dal sound creato dalla band e da Burgess. Il secondo singolo tratto da Diamond ad entrare in classifica fu Paint Me Down, che interruppe infatti la serie positiva di successi consecutivi nel Top 20, non andando oltre il Numero 30, mentre il terzo singolo, la semi-title track She Loved Like Diamond, non riuscì nemmeno ad entrare nella UK Top 40 fermandosi al Numero 41.
Trevor Horn remixò allora la traccia intitolata Instinction, pubblicata come quarto singolo tratto dall'album, riportando la band nella Top 10 britannica, dopo il relativo insuccesso dei due singoli precedenti e il Numero 15 dell'album.

### Il successo internazionale
Gli Spandau Ballet pubblicarono il terzo album a febbraio del 1983, intitolato True, caratterizzato da un sound più adulto e contemporaneo, prodotto dal duo Jolley & Swain, formato da Tony Swain e Steve Jolley – che divennero per un paio d'anni i produttori inglesi più famosi del mondo, portando al successo gli Imagination, le Bananarama e Alison Moyet, prima di venire usurpati dal trio di assi pigliatutto Stock, Aitken & Waterman, che portarono al successo una nuova generazione di artisti e gruppi, quali Kylie Minogue, Dead or Alive e Rick Astley (ma la lista è pressoché infinita, e comprende anche ad esempio l'italiana Sabrina Salerno). La title track, True era un pezzo di sei minuti, che si rifaceva alle sonorità nere della leggendaria Motown (e, per certi aspetti, di Marvin Gaye). Anche il look cambiò — gli abiti multi-strato e il trucco del movimento New Romantic che avevano aiutato a sfondare furono rimpiazzati da vestiti eleganti, ispirati agli anni quaranta, e da facce pulite.
Fu a questo punto che Steve Norman divenne il sassofonista del gruppo; non a caso, il brano True è diventato celebre anche per l'assolo di sax che ne costituisce il middle. L'album raggiunse la vette delle classifiche in tutto il mondo, lanciando diversi singoli di successo internazionali, i più famosi dei quali furono Gold e la citata title track, True, che fu numero 1 in molti paesi.
Il quarto album, Parade (giugno 1984) e i suoi singoli furono nuovamente dei successi nelle classifiche di Europa, Australia e Canada (oltre che in Italia, dove ha inizio in questo periodo la rivalità con i Duran Duran, che porta ai due opposti schieramenti dei relativi fan) e il brano di apertura, Only When You Leave (poi usato anche come prima sigla della rubrica cinematografica Mediaset Ciak News dal 1º giugno 1992 al 5 novembre 1995), divenne la loro ultima hit statunitense. Alla fine del 1984, il gruppo partecipò al singolo di beneficenza con la Band Aid, Do They Know It's Christmas, con Tony Hadley che ebbe un ruolo principale tra i cantanti, vicino a colleghi illustri quali George Michael e Simon Le Bon.
Nel 1985, gli Spandau suonarono alle session dal vivo del Live Aid tenutesi al Wembley Stadium. In questo stesso anno ottennero il Disco di platino con la loro prima raccolta di successi, intitolata The Singles Collection, edita dalla casa discografica storica, la Chrysalis Records, che tenne vivo l'interesse per il gruppo tra due album di studio, celebrando cinque anni di successi ininterrotti. Nel 1986, gli Spandau Ballet firmano per la major CBS, pubblicando il nuovo album, Through the Barricades (ottobre 1986), che vide la band tentare di allontanarsi dalle influenze più spiccatamente pop/soul dei due dischi precedenti, abbracciando un sound più rock. Il long playing, la title track e il primo singolo estratto, Fight for Ourselves, che il gruppo aveva presentato nel 1985 in anteprima in Italia al Festival di Sanremo, furono grandi successi nella madrepatria, in Europa - in particolare in Germania, in Italia e nel Benelux, come di consueto - e in Australia, ma non negli Stati Uniti.

### Gli ultimi anni e lo scioglimento
Dopo una lunga pausa senza pubblicare dischi, durante la quale i fratelli Kemp si impongono come attori nel film di gangster intitolato The Krays, il gruppo fa uscire l'album Heart Like a Sky nel settembre 1989 anticipato dal singolo di scarso successo Raw. Il secondo estratto, Be Free with Your Love canzone dal sound caraibico fu anch'esso snobbato dal pubblico. L'album non fu pubblicato ovunque (per esempio, non uscì affatto negli Stati Uniti), mentre in alcuni paesi uscì in edizione parzialmente limitata. Ottenne comunque successo in Italia. Dopo quest'ultimo disco, gli Spandau Ballet, da cui Gary Kemp, autore di quasi tutti i brani della band, si sciolsero.
Martin Kemp continuò a recitare nella soap opera britannica EastEnders, mentre Tony Hadley tentò di proseguire nella carriera musicale come solista, portandosi dietro John Keeble e il tastierista turnista Toby Chapman. Anche Gary Kemp continuò per un po' a recitare, partecipando al grande successo Guardia del corpo, debutto cinematografico di Whitney Houston, con Kevin Costner, tornando poi alla musica nel 1996, con la pubblicazione dell'album solista Little Bruises, che fu un insuccesso commerciale. Negli anni novanta, Hadley, Norman e Keeble fecero causa, perdendo, ai fratelli Kemp, per condividere con lui le royalties dei brani portati al successo dagli Spandau Ballet e poter utilizzare il nome originale del gruppo; furono così costretti a vendere la loro parte di diritti per pagare i debiti legali.
Tony, Steve e John, senza i fratelli Kemp, effettuarono una tournée come trio con l'appellativo di «Hadley, Norman & Keeble, ex-Spandau Ballet».
Da allora, Steve Norman e i fratelli Kemp sono riusciti a mettersi alle spalle le proprie incomprensioni - dopo l'evento, si è fatto accenno ad una tournée di riunione.
Recentemente, Martin Kemp, che nel frattempo si è dedicato alla regia cinematografica, è diventato il volto dei punti vendita SCS Sofas; Gary Kemp ha scritto delle canzoni con Paul Stratham (che, in precedenza, aveva scritto brani per la cantante Dido); Steve Norman è oggi un membro dei Cloudfish, il gruppo musicale che ha formato con Shelley Preston; Tony Hadley ha pubblicato un album jazz/swing, recitando poco dopo come protagonista nel musical Chicago.

### Reunion nel 2009 e il nuovo albumOnce More

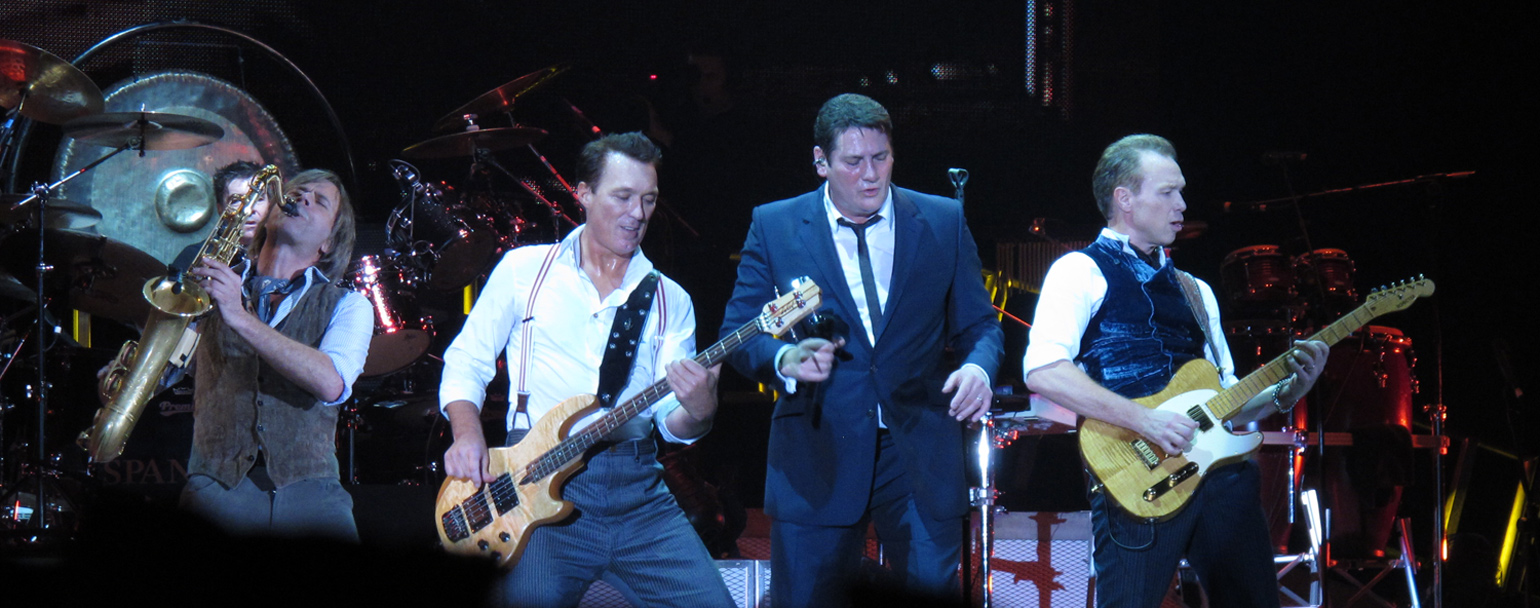
Spandau Ballet live alla Liverpool Arena nel 2009

In aprile del 2007, Tony Hadley ha dichiarato che, all'epoca del 30º anniversario della band, potrebbe esserci la possibilità di una riunione, ma bisognerebbe prima risolvere altre importanti questioni in sospeso.
Il 25 marzo 2009 il gruppo ha ufficialmente annunciato la riunione della band. La conferenza stampa è avvenuta sulla HMS Belfast, la nave della seconda guerra mondiale ormeggiata a Londra, dove avevano già tenuto un concerto negli anni ottanta.
Il 19 ottobre 2009, come pubblicato sul sito ufficiale, è uscito il nuovo album Once More, primo album a vent'anni di distanza dall'ultimo, Heart Like a Sky, che ripropone tutti i successi degli Spandau Ballet riarrangiati con due nuove canzoni, tra cui Once More in programmazione in radio dal 2 ottobre. È stato possibile ascoltare gratuitamente il singolo sul loro sito ufficiale spandauballet.com. Fra il 2009 e il 2010 la band è in tour in tutto il mondo con il Reformation Tour con il quale torna sui palchi dopo vent'anni di silenzio.

### il documentarioSoul Boys of the Western Worlde la raccoltaThe Story: The Very Best of Spandau Ballet
Fra il 2013 e il 2014 la band registra il film-documentario Soul Boys of the Western World che debutta alla Royal Albert Hall di Londra, è presentato al Festival di Cannes ed infine la band è ospite anche al festival del cinema di Roma per la promozione e presentazione dello stesso. La regia è di George Hencken e la colonna sonora è quasi interamente composta da brani della band, per accompagnare l'uscita del film la band pubblica anche una raccolta, il doppio CD The Story: The Very Best of Spandau Ballet con tre nuovi inediti: This Is The Love, Steal e Soul Boy.
Il 12 febbraio 2015 il gruppo è ospite durante la terza serata del Festival di Sanremo, esibendosi con un medley di True, Gold e Through the Barricades; nel marzo dello stesso anno il gruppo intraprende la lag italiana del tour mondiale del 2014-2015 "Soul Boys Of The Western World Tour" nel quale suona a Torino, Milano, Padova, Firenze e Roma (con aggiunta di date estive nei mesi di luglio e agosto), ma sfortunatamente il giorno successivo alla data di Lignano Sabbiadoro (8 agosto 2015) il batterista John Keeble accusa un malore e le successive date del tour vengono cancellate. Il musicista viene sostituito dal turnista Sterling Campbell con il quale la band finirà il tour a Hong Kong verso la metà di settembre.
Nel luglio 2015 esce un'ulteriore raccolta, The Collection, che sarebbe figurata come ultimo album degli Spandau Ballet con Tony Hadley, il quale avrebbe lasciato la band due anni dopo.

### L'addio di Tony Hadley, l'entrata del nuovo cantante Ross William Wild e lo scioglimento definitivo
Il 3 luglio 2017, senza chiarire il motivo della decisione, Tony Hadley lascia la band per dedicarsi alla carriera solista. La band risponde subito dicendo di voler andare avanti comunque cercando di sostituire il frontman, il 30 maggio 2018 con un comunicato postato sui profili social della band, viene annunciato un concerto per il successivo 6 giugno al Subterania club di Londra con il nuovo cantante Ross William Wild.
Nell'ottobre dello stesso anno la band esegue un mini tour di sei date: tre in Italia (Roma, Milano e Padova), due in Olanda e una nel Regno Unito (all'Eventim Apollo) per presentare al pubblico il nuovo membro della band. La risposta dei fan a queste date è contrastante, ma nonostante ciò le critiche degli show sono più che positive sia per la qualità della musica (lodando soprattutto il lavoro di Norman e Wild) che per l'affluenza di pubblico.
Nel 2018 Gary Kemp è entrato come membro nel supergruppo Nick Mason's Saucerful of Secrets fondato da Nick Mason, ex batterista dei Pink Floyd, pubblicando insieme al gruppo, due anni dopo, l'album dal vivo Live at the Roundhouse che ripropone alcuni classici dei Pink Floyd antecedenti all'album The Dark Side of the Moon.
Nel 2019, dopo un anno di militanza nella band, Ross William Wild lascia il gruppo per dedicarsi ad altri progetti personali; collaborerà comunque con il sassofonista Steve Norman per le date da solista di quest'ultimo. L'uscita di Ross pone la fine della reunion degli Spandau Ballet iniziata dieci anni prima con Once More, Martin Kemp e Gary Kemp hanno poi annunciato che la band non ha piani per il futuro e non si sarebbe più esibita senza Tony Hadley.
Hadley, dopo lo scioglimento, ha più volte negato un suo possibile ritorno nella band, scegliendo di continuare la sua carriera come solista. 
Nel novembre 2020, ad un anno dallo scioglimento del gruppo, in occasione del 40º anniversario del primo singolo To Cut a Long Story Short pubblicato nel 1980, la Parlophone pubblica la tripla raccolta 40 Years - The Greatest Hits che include una cover (registrata dagli Spandau Ballet nel 1990 e rimasta inedita fino al 2020) del brano The Boxer, un classico del duo statunitense Simon & Garfunkel.

## Formazione

### Storica
- Gary Kemp - chitarra, tastiera, cori (1979–1990, 2009–2019)
- Steve Norman - sassofono, percussioni, chitarra e cori (1979–1990, 2009-2019)
- Martin Kemp - basso e cori (1979–1990, 2009–2019)
- John Keeble - batteria (1979–1990, 2009–2019)
- Tony Hadley - voce solista, sintetizzatori, cori (1979-1990, 2009-2017)

### Altri componenti
- Ross William Wild - voce solista, cori (2018-2019)
- Michael Ellison - basso (1978-1979)
- Richard Miller - basso (1979)

Turnisti e collaboratori
- Toby Chapman - tastiere, sintetizzatori, piano e cori (1985-1990, 2014-2019)
- Jess Bailey - sintetizzatori, tastiere e piano (1983-1984)
- Sterling Campbell - batteria (2018) *solo in tour
- Dawn Joseph - cori, seconda voce solista (2009-2010) *solo in tour
- David Tench - tastiere, sintetizzatori, piano e cori (2009-2010) *solo in tour

## Discografia

### Album in studio
- 1981 – Journeys to Glory (#5 Regno Unito) (Chrisalis/RCA)
- 1982 – Diamond (#15 Regno Unito) (Chrisalis/RCA)
- 1983 – True (#1 Regno Unito, numero 19 Stati Uniti d'America) (Chrisalis/EMI)
- 1984 – Parade (#2 Regno Unito; numero 50 Stati Uniti d'America; numero 4 Australia) (Chrisalis/EMI)
- 1986 – Through the Barricades (#7 Regno Unito) (Epic/CBS)
- 1989 – Heart Like a Sky (#31 Regno Unito) (CBS)
- 2009 – Once More (#7 Regno Unito) (Mercury Records)

### Compilation
- 1985 – The Singles Collection (Chrysalis/EMI)
- 1986 – The Twelve Inch Mixes (Reformation Records)
- 1991 – The Best of Spandau Ballet (Chrysalis/EMI)
- 2000 – Gold: The Best of Spandau Ballet (Capitol Records)
- 2003 – Reformation (Box 3 CD) (Capitol Records)
- 2012 – The Albums 1980-84 (Box 4 CD) (Chrysalis)
- 2014 – The Story: The Very Best of Spandau Ballet (Chrysalis Records) (con tre inediti)
- 2015 – The Collection (Sony music)
- 2020 – 40 Years - The Greatest Hits (Parlophone)

### Album dal vivo
- 2005 –  Live from the N.E.C. (Capitol Records)

### Video
- 2005 – Live from the N.E.C. (DVD singolo)
- 2008 – Gold: The Best of Spandau Ballet (DVD incluso come secondo disco, contenente i videoclip del gruppo)